# Котелок из Кимзе
Котелок из Кимзе (нем. Chiemsee-Kessel) — найденный в 2001 году в озере Кимзе в Баварии, Германия, водолазом-любителем.
Изготовленный из 18-каратного золота котелок диаметром 50 сантиметров и высотой 30 сантиметров, весом около 10,5 кг находился на дне озера на расстоянии 200 м от берега около местности Арлахинг (Arlaching), находящейся на восточном берегу озера.
Котелок был украшен чеканкой в стиле кельтских находок 2000-летней древности, но экспертизы доказали, что котелок был изготовлен в двадцатом столетии, вероятно в период Третьего Рейха.
Изготовитель котелка, вероятно, использовал в качестве образца котёл, найденный в 1891 году у деревеньки Гундеструп (Gundestrup, Дания). Изготовитель котелка и его первый владелец остаются неизвестными. Никто не знает, кто и почему затопил котелок в водах озера.
Место находки: 47°55′20″ с. ш. 12°29′32″ в. д.